# Sínodo de Constantinopla (1086)
O Sínodo de Constantinopla de 1086 foi um sínodo convocado pelo imperador Aleixo I Comneno (r. 1081–1118) em Constantinopla para deliberar sobre as acusações desferidas por Leão da Calcedônia a respeito do uso indevido de bens da Igreja para fins militares. Neste sínodo, Leão foi acusado e condenado por não acatar um decreto imperial e o imperador reafirmou uma bula dourada previamente emitida na qual ordenou a restituição dos objetos sagrados utilizados pelo Estado, bem como a proibição do posterior uso por ele e seus sucessores.

## Antecedentes

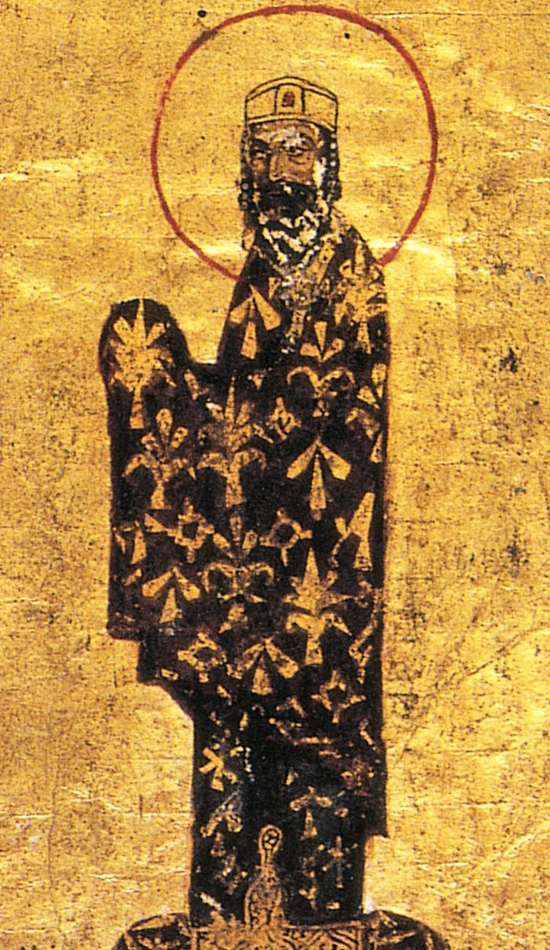
Iluminura de r.

Aleixo I Comneno (r. 1081–1118), ao assumir o trono em 1081, encontrou o Império Bizantino numa situação desesperadora. Com as guerras bizantino-normandas drenando o pouco dinheiro remanescente do tesouro imperial, e Roberto Guiscardo marchando através dos Bálcãs, o imperador reuniu um sínodo com o patriarca Eustrácio (1081–1184) e o eclesiásticos gregos em 1082 para autorizá-lo a empregar o dinheiro obtido com ofertas nas igrejas para serviço público. Este ato foi violentamente combatido por muitos clérigos como Leão da Calcedônia. Sua oposição forçou Aleixo I a recuar temporariamente neste ano, porém a retomada dos confiscos logo depois e a falta de resistência do patriarca Nicolau III (1084–1111) fez com que Leão e outros bispos proeminentes rompessem comunhão com o patriarcado em 1084. Em 1086, um sínodo foi convocado para deliberar sobre a questão.

## Deliberações do concílio
Aleixo I convocou o patriarca Nicolau III, eclesiásticos gregos, dois quais 25 eram seniores, e membros do senado para uma reunião, na qual Leão foi convidado a retornar para a comunhão ou fornecer provas para suas acusações. Ele recusou-se a concelebrar com o patriarca e os demais integrantes do sínodo, quando poderia fazê-lo com seu próprio clero na Igreja de Santa Eufêmia. Na tentativa de evitar que contornasse o pedido, Nicolau insistiu que fizesse no modo tradicional, porém Leão recusou-se novamente e inclusive negou-se a comemorar com aqueles que celebraram com o patriarca anterior, Eustrácio (1081–1084), e a fornecer as solicitadas provas de suas acusações.
De modo a opôr-se às expropriações imperiais, Leão alegou que todas as alienações da propriedade da Igreja, com poucas exceções, eram sacrilégio, algo reconhecido como uma inovação. Os presentes disseram-lhe para desistir e conformar-se com sua punição, algo que não acatou. Convicto em quebrar leis canônicas, Leão fez acusações diretas ao imperador, sendo por isso condenado por rejeitar decreto imperial que declarava Eustrácio inocente, que agora foi entendido como sacrilégio. Na ocasião, o imperador confirmou sua bula dourada previamente emitida em 5 de agosto de 1082, na qual ordenou a restituição a ser feita por todos os objetos sagrados já empregados pelo Estado, e declarou ser sacrilégio por qualquer um no futuro aplicar tesouros da Igreja para usos seculares.